# Johannes Klein (Theologe)
Johannes Klein, auch Cleine, Kleinius (* September 1604 in Salzwedel; † 25. Juli 1631 in Rostock) war ein deutscher evangelisch-lutherischer Theologe und Hochschullehrer.

## Leben
Johannes Klein studierte ab 1619 an der Universität Gießen Evangelische Theologie. 1621 kam er nach Rostock in das Haus von Johann Quistorp (dem Älteren) und wurde im November 1621 als Magister an der Universität Rostock rezipiert. Er schloss sich der von Joachim Jungius gegründeten Societas ereunetica sive zetetica an und war deren Sekretär (registrator).
1623 war er Respondent einer Disputation unter dem Vorsitz von Johann Tarnow. Von 1623 bis 1625 begleitete er als Hofmeister einige junge Adlige an die Universität Leiden.
Anfang 1629 erhielt er gleichzeitig mit Joachim Jungius eine Berufung zum Professor für Rhetorik am das Akademische Gymnasium nach Hamburg. Er schlug diese Berufung jedoch aus und wurde am 13. April 1629 zum (rätlichen) ordentlichen Professor der Theologie in Rostock berufen.
Im Nachlass von Joachim Jungius haben sich acht Briefe von Klein an Jungius erhalten.

## Schriften
- Disputatio theologica ostendens Lutheranos et Calvinianos in fundamentalibus fidei articulis plerisque non consentire. Rostochi: Pedanus 1623[4]
- Dissertatio historico-theologica de criminationibus nonnullorum. Rostochi: Pedanus 1629
- De Orthodoxarum Germanicarum Ecclesiarum Confessione in Augustanis Comitiis: anno abhinc centesimo edita, & proximis his 100. annis in Germania a Deo Opt, Max. publice conservata Iubila Et Dissertationes. Rostochi[i]: Hallervordius 1630 (Digitalisat, Staatsbibliothek Berlin)
- De Iustificatione Hominis Peccatoris Coram Deo, Assertiones Theologicae. Rostochi[i]: Pedanus 1630 (Digitalisat, Universitätsbibliothek Rostock)